# Ausonia (Schiff, 1957)
Die Ausonia war ein 1957 in Dienst gestelltes Passagierschiff der italienischen Reederei Adriatica di Navigazione SpA in Venedig. Das für den Liniendienst im Mittelmeer gebaute Schiff stand seit 1979 für Kreuzfahrten im Einsatz. 2010 ging es nach einer mehr als fünfzigjährigen Dienstzeit zum Abbruch nach Indien.

## Geschichte

### Die ersten 20 Jahre
Das Schiff wurde am 5. August 1956 im Auftrag der Adriatica di Navigazione SpA auf der Werft Cantieri Riuniti dell’Adriatico in Monfalcone (Italien) auf Kiel gelegt und im September 1957 übergeben. Die Jungfernfahrt begann am 23. September 1957 und verlief von Triest über Alexandria nach Beirut, eine Strecke, die im Anschluss als feste Route gefahren wurde. Zum Zeitpunkt ihrer Indienststellung war die Ausonia das größte und schnellste Linienpassagierschiff im Mittelmeerdienst sowie das Flaggschiff ihrer Reederei. Neben dem Liniendienst unternahm das Schiff auch Kreuzfahrten im Mittelmeer und im Schwarzen Meer.

### Der erste Umbau
Von 1978 bis 1979 wurde das Schiff auf der italienischen Werft Arsenal Triestino in San Marco zum reinen Kreuzfahrtschiff umgebaut. Dadurch erhöhte sich die Passagierkapazität auf 690 Personen. Im Anschluss 1979 wurde das Schiff auf die Italia Crociere Internazional registriert und von Chandris gechartert. Bereits 1983 kaufte die Grimaldi-SIOSA (Ausonia Crociere) das Schiff.

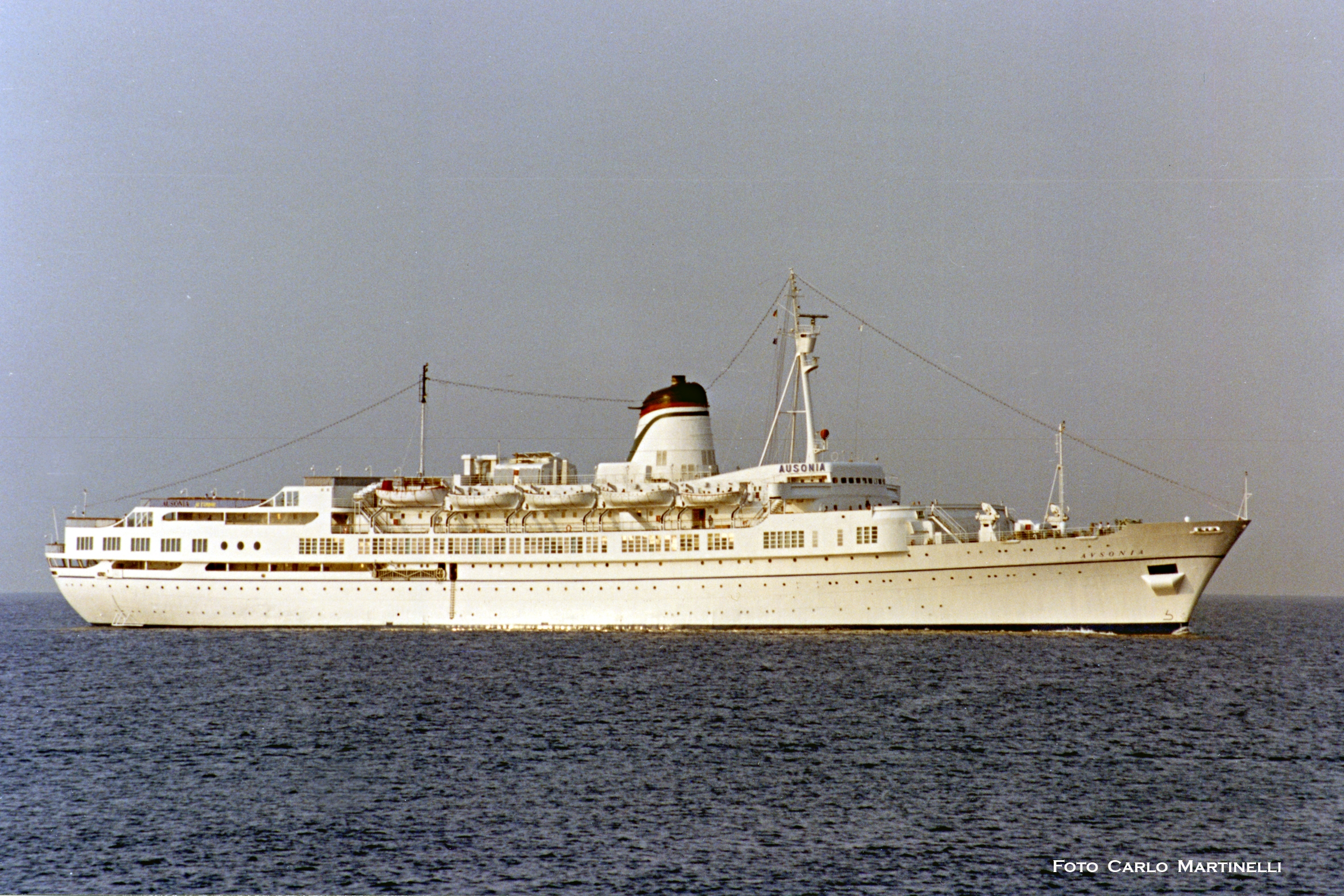
Die Ausonia vor Genua, Juli 1989

### Der zweite Umbau
1984 wurden erneut Umbauarbeiten sowie Änderungen am Heck in einer Werft in La Spezia durchgeführt. Dadurch wurde die Passagierkapazität auf 750 erhöht. Nach einer Renovierung 1986 bei Fincantieri in Palermo folgten diverse Verkäufe, Charterungen und Flaggenwechsel des Schiffes.

### Besitzerwechsel und neue Namen

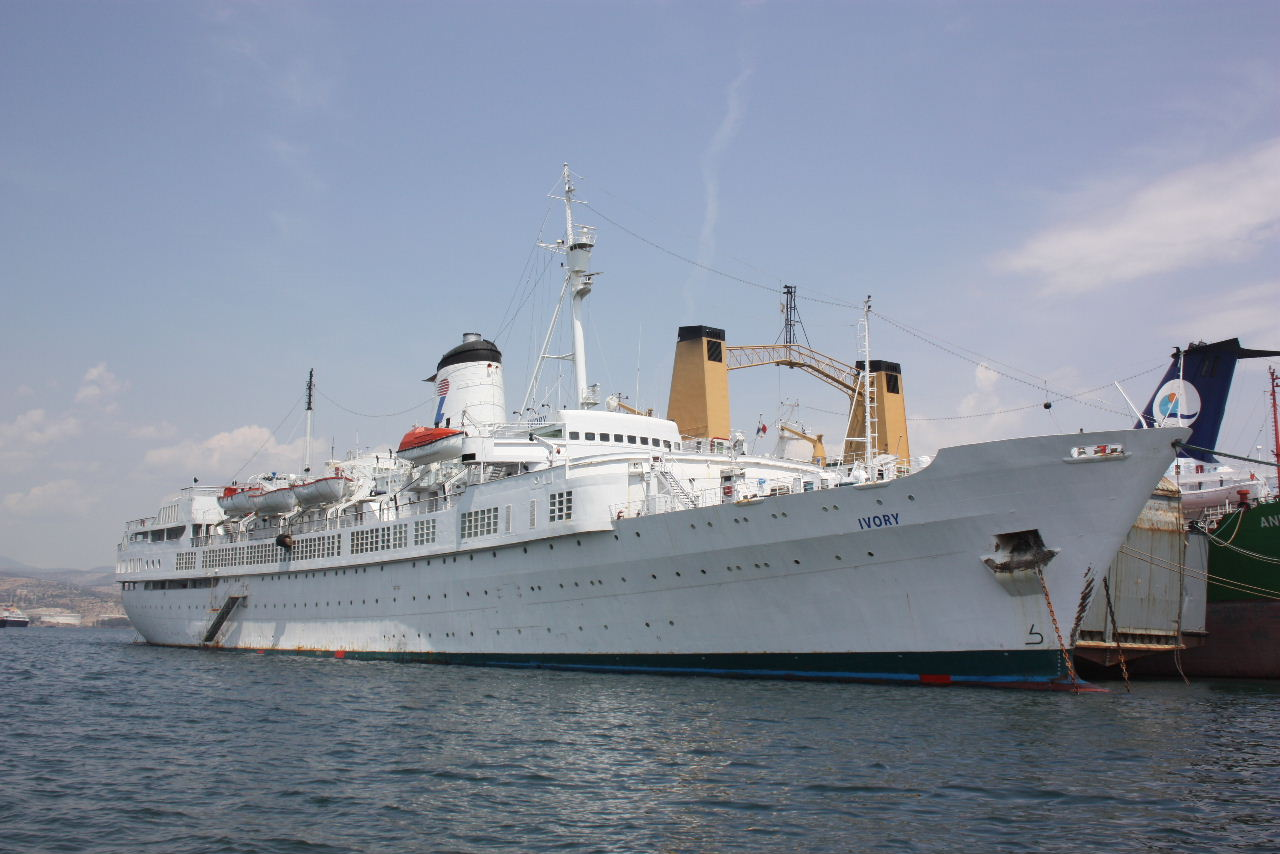
Als Ivory in Eleusis, August 2008

Am 5. Mai 1998 kaufte Ausoniamar Navigation (Louis Cruise Lines), Limassol, Zypern, das Schiff, um es im selben Jahr für Mittelmeerkreuzfahrten einzusetzen, ab April 1999 charterte First Choice das Schiff.
2002 wurde das Schiff auf Louis Cruise Lines registriert, um dann im Mai 2006 auf die Iona Maritime Co. Ltd, Piräus, Griechenland, registriert zu werden. Hiermit ging eine Umbenennung in Ivory einher; eine weitere Umbenennung in The Ausonia folgte bereits am 5. Dezember 2006. Das Schiff fuhr nun unter der Flagge von Panama.
Im April 2007 wurde das Schiff wiederum umbenannt. Der Name lautete nun Aegean Two. Es stand fortan für drei- und viertägige Kreuzfahrten ab Piräus im Einsatz. Im Januar 2008 wurde es wieder in Ivory zurückbenannt. Im Juni 2009 wurde das Schiff auf die Marshallinseln umgeflaggt. Trotz einiger Umbauten im Verlauf seiner mehr als 50 Jahre andauernden Dienstzeit blieb ein großer Teil der originalen, von italienischen Designern und Künstlern entworfene Ausstattung des Schiffes aus dem Jahr 1957 bis zuletzt erhalten.

### Das Ende
Durch neue SOLAS-Regularien im Jahr 2010, u. a. neue Brandbestimmungen, ereilte das Schiff das gleiche Schicksal wie andere Klassiker: Am 13. Januar 2010 wurde es für 2 Mio. US$ an einen indischen Verschrotter verkauft und für die Überfahrt zu den Abwrackwerften bei Alang in Winner 5 umbenannt. Die Ankunft in Alang erfolgte am 2. März 2010. Zum endgültigen Abbruch wurde es dort zwei Tage später auf den Strand gesetzt.